# کورنلیو پاپورا
کورنلیو پاپورا (رومانیایی: Corneliu Papură؛ زادهٔ ۵ سپتامبر ۱۹۷۳) بازیکن سابق و مربی فوتبال اهل رومانی است.
از باشگاه‌هایی که در آن بازی کرده‌است می‌توان به باشگاه ورزشی لیماسول، باشگاه فوتبال رن، باشگاه فوتبال چانگچون یاتای، باشگاه فوتبال گوانگ‌ژو، و باشگاه فوتبال بیتار اورشلیم اشاره کرد.
وی همچنین در تیم ملی فوتبال رومانی بازی کرده‌است.